# Scottish FA Cup 1920/21
Der Scottish FA Cup wurde 1920/21 zum 43. Mal ausgespielt. Der wichtigste schottische Fußball-Pokalwettbewerb begann am 22. Januar 1921 und endete mit dem Finale am 16. April 1921 im Celtic Park von Glasgow. Den Titel gewann zum ersten Mal in der Klubgeschichte Partick Thistle, durch einen 1:0-Sieg im Finale gegen die Glasgow Rangers.

## 1. Runde
Ausgetragen wurden die Begegnungen am 22. Januar 1921. Die Wiederholungsspiele fanden zwischen dem 26. Januar und 3. Februar 1921 statt.
|                     | Ergebnis |                      |
| ------------------- | -------- | -------------------- |
| Alloa Athletic      | 0:0      | FC Falkirk           |
| FC Arbroath         | 2:4      | FC Kilmarnock        |
| Ayr United          | 1:0      | FC Queen’s Park      |
| FC Clyde            | 1:1      | Airdrieonians FC     |
| FC Dundee           | 8:1      | Inverness CT         |
| FC Bo’ness          | 1:0      | FC Galston           |
| Hamilton Academical | 3:1      | Raith Rovers         |
| FC Johnstone        | 0:2      | Stevenston United    |
| FC Peterhead        | 0:3      | FC Dykehead          |
| Queen of the South  | 6:0      | Blairgowrie Amateurs |
| FC St. Mirren       | 2:3      | FC Armadale          |
| Third Lanark        | 1:1      | Hibernian Edinburgh  |

### Wiederholungsspiele
|                     | Ergebnis |                |
| ------------------- | -------- | -------------- |
| Airdrieonians FC    | 0:1      | FC Clyde       |
| Hibernian Edinburgh | 1:1      | Third Lanark   |
| FC Falkirk          | 1:1      | Alloa Athletic |

### 2. Wiederholungsspiele
|                | Ergebnis |                     |
| -------------- | -------- | ------------------- |
| Third Lanark   | 10:1 1   | Hibernian Edinburgh |
| Alloa Athletic | 21:0 2   | FC Falkirk          |

## 2. Runde
Ausgetragen wurden die Begegnungen am 5. Februar 1921. Die Wiederholungsspiele fanden zwischen dem 8. und 16. Februar 1921 statt.
|                     | Ergebnis |                       |
| ------------------- | -------- | --------------------- |
| Albion Rovers       | 3:1      | FC Mid-Annandale      |
| Alloa Athletic      | 1:1      | FC Clydebank          |
| Ayr United          | 4:0      | FC Dykehead           |
| Broxburn United     | 1:2      | Hamilton Academical   |
| FC Clyde            | 1:1      | Heart of Midlothian   |
| FC Dumbarton        | 3:0      | Elgin City            |
| FC Dundee           | 1:0      | FC Stenhousemuir      |
| FC Bo’ness          | 0:0      | FC Armadale           |
| Hibernian Edinburgh | 0:0      | Partick Thistle       |
| FC Kilmarnock       | 1:2      | FC Aberdeen           |
| FC Motherwell       | 3:0      | FC Renton             |
| Queen of the South  | 1:3      | Nithsdale Wanderers   |
| Glasgow Rangers     | 2:0      | Greenock Morton       |
| Solway Star         | 1:5      | FC East Stirlingshire |
| Stevenston United   | 0:0      | FC East Fife          |
| FC Vale of Leven    | 0:3      | Celtic Glasgow        |

### Wiederholungsspiele
|                     | Ergebnis |                     |
| ------------------- | -------- | ------------------- |
| FC Armadale         | 2:0      | FC Bo’ness          |
| FC East Fife        | 2:1      | Stevenston United   |
| FC Clydebank        | 10:0 1   | Alloa Athletic      |
| Alloa Athletic      | 1:0      | FC Clydebank        |
| Heart of Midlothian | 0:0      | FC Clyde            |
| FC Clyde            | 22:3 2   | Heart of Midlothian |
| Partick Thistle     | 0:0      | Hibernian Edinburgh |

### 2. Wiederholungsspiele
|                     | Ergebnis |                 |
| ------------------- | -------- | --------------- |
| Hibernian Edinburgh | 0:1      | Partick Thistle |

## Achtelfinale
Ausgetragen wurden die Begegnungen am 19. Februar 1921. Die Wiederholungsspiele fanden zwischen dem 23. Februar und 3. März 1921 statt.
|                       | Ergebnis |                     |
| --------------------- | -------- | ------------------- |
| FC Armadale           | 2:2      | Albion Rovers       |
| Ayr United            | 1:1      | FC Motherwell       |
| FC Dumbarton          | 5:0      | Nithsdale Wanderers |
| FC Dundee             | 0:0      | FC Aberdeen         |
| FC East Fife          | 1:3      | Celtic Glasgow      |
| FC East Stirlingshire | 1:2      | Partick Thistle     |
| Hamilton Academical   | 0:1      | Heart of Midlothian |
| Glasgow Rangers       | 0:0      | Alloa Athletic      |

### Wiederholungsspiele
|                 | Ergebnis |                |
| --------------- | -------- | -------------- |
| FC Aberdeen     | 1:1      | FC Dundee      |
| FC Dundee       | 12:0 1   | FC Aberdeen    |
| Albion Rovers   | 0:0      | FC Armadale    |
| FC Armadale     | 20:0 2   | Albion Rovers  |
| Albion Rovers   | 22:0 2   | FC Armadale    |
| Glasgow Rangers | 4:1      | Alloa Athletic |
| FC Motherwell   | 1:1      | Ayr United     |

### 2. Wiederholungsspiel
|            | Ergebnis |               |
| ---------- | -------- | ------------- |
| Ayr United | 11:3 1   | FC Motherwell |

## Viertelfinale
Ausgetragen wurden die Begegnungen am 5. März 1921. Die Wiederholungsspiele fanden zwischen dem 8. und 15. März 1921 statt.
|                | Ergebnis |                     |
| -------------- | -------- | ------------------- |
| Celtic Glasgow | 1:2      | Heart of Midlothian |
| FC Dumbarton   | 0:3      | Glasgow Rangers     |
| FC Dundee      | 0:2      | Albion Rovers       |
| FC Motherwell  | 2:2      | Partick Thistle     |

### Wiederholungsspiele
|                 | Ergebnis |                 |
| --------------- | -------- | --------------- |
| Partick Thistle | 0:0      | FC Motherwell   |
| FC Motherwell   | 11:2 1   | Partick Thistle |

## Halbfinale
Ausgetragen wurden die Begegnungen am 26. März 1921. Die beiden Wiederholungsspiele fanden am 30. März und 5. April 1921 statt.
|                 | Ergebnis |                     |
| --------------- | -------- | ------------------- |
| Glasgow Rangers | 24:1 1   | Albion Rovers       |
| Partick Thistle | 20:0 2   | Heart of Midlothian |

### Wiederholungsspiel
|                     | Ergebnis |                 |
| ------------------- | -------- | --------------- |
| Heart of Midlothian | 10:0 1   | Partick Thistle |

### 2. Wiederholungsspiel
|                 | Ergebnis |                     |
| --------------- | -------- | ------------------- |
| Partick Thistle | 12:0 1   | Heart of Midlothian |

## Finale
| Partick Thistle                         | Partick Thistle | Glasgow Rangers | Glasgow Rangers |
| --------------------------------------- | --- | --- | --------------- |
| Partick Thistle                         | \| 16. April 1921 in Glasgow (Celtic Park) \| \| Ergebnis: 1:0 (1:0) \| \| Zuschauer: 28.294 \| \| Spielbericht \|                                                        | \| 16. April 1921 in Glasgow (Celtic Park) \| \| Ergebnis: 1:0 (1:0) \| \| Zuschauer: 28.294 \| \| Spielbericht \|                                                                                      | Glasgow Rangers |
| Partick Thistle                         | Kenny Campbell, Tom Crichton, Willie Bulloch, Joe Harris, Wilson, Walter Borthwick, John Blair, Jimmy Kinloch, Davie Johnstone, Jimmy McMenemy Cheftrainer: George Easton | William Robb, Bert Manderson, Billy McCandless, Davie Meiklejohn, Arthur Dixon, James Bowie, Sandy Archibald, Andy Cunningham, Geordie Henderson, Tommy Cairns, Alan Morton Cheftrainer: William Wilton | Glasgow Rangers |
| Partick Thistle                         | 1:0 John Blair | | Glasgow Rangers |
| 16. April 1921 in Glasgow (Celtic Park) | | |                 |
| Ergebnis: 1:0 (1:0)                     | | |                 |
| Zuschauer: 28.294                       | | |                 |
| Spielbericht                            | | |                 |